# Lycée Gaspard-Monge (Nantes)
Pour les articles homonymes, voir Lycée Gaspard-Monge.
Le lycée Gaspard-Monge La Chauvinière est un établissement français public d'enseignement secondaire général et technologique situé à Nantes (Loire-Atlantique), dans le quartier Nantes Nord.

## Localisation
L'établissement est situé 2 rue de la Fantaisie dans le quartier Nantes Nord.

## Origine du nom

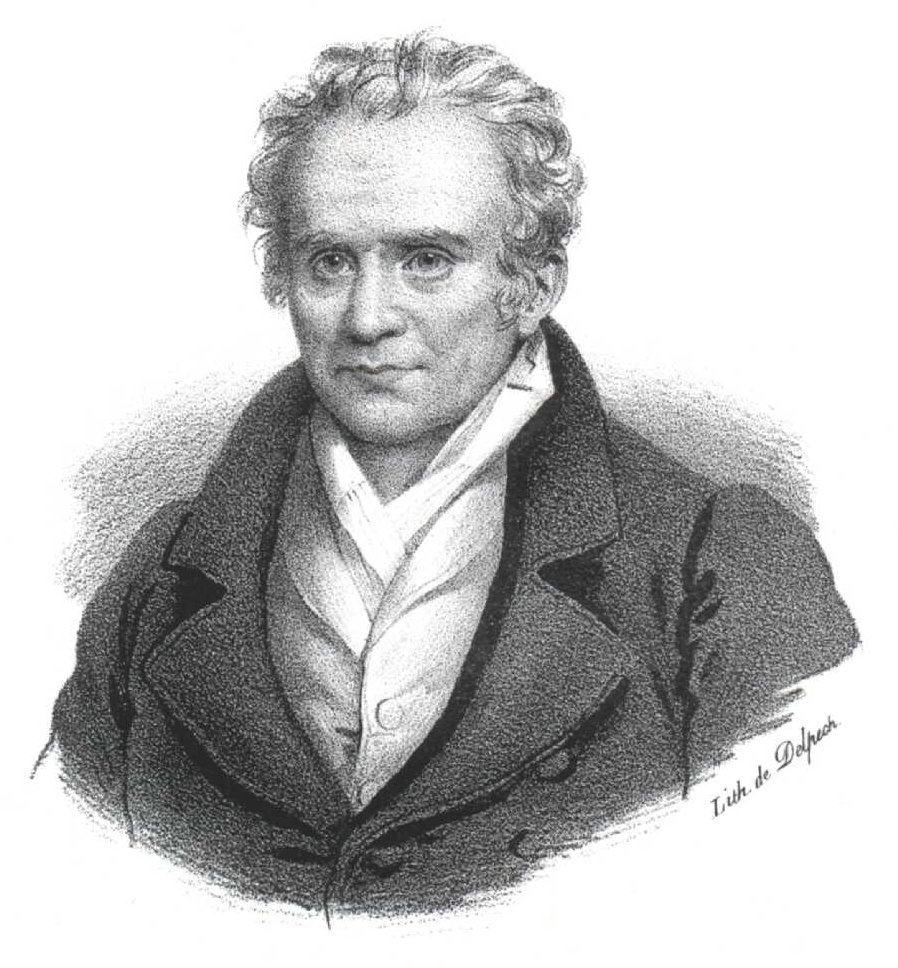
Gaspard Monge

L'École professionnelle municipale prend le nom du lieu-dit « La Chauvinière » lors de son transfert en 1963. C'est d'ailleurs ce nom qui est conservé par le lycée professionnel.
Le lycée polyvalent quant à lui est baptisé en 1985 « lycée Gaspard-Monge », en hommage à Gaspard Monge (1746 - 1818), mathématicien français ayant enseigné les sciences physiques dès l'âge de seize ans, et qui a eu comme élèves de futurs grands mathématiciens français du XIXe siècle. Très actif lors de la Révolution française, il a grandement contribué à l'instauration du système éducatif français, notamment l'École normale et Polytechnique.
Depuis la rentrée 2009, le lycée professionnel et le lycée général et technologique ayant de nouveau fusionné, le nouvel établissement a été baptisé lycée polyvalent G.Monge-La Chauvinière.

## Classement du Lycée
En 2015, le lycée se classe 35e sur 46 au niveau départemental quant à la qualité d'enseignement, et 1465e sur 2311 au niveau national. Le classement s'établit sur trois critères : le taux de réussite au bac, la proportion d'élèves de première qui obtiennent le baccalauréat en ayant fait les deux dernières années de leur scolarité dans l'établissement, et la valeur ajoutée (calculée à partir de l'origine sociale des élèves, de leur âge et de leurs résultats au diplôme national du brevet).

## Historique
En 1834, s'ouvre une école professionnelle municipale.
En 1963, elle est transférée vers un site communal, au lieu-dit « La Chauvinière », qui donne son nom à la cité scolaire. Celle-ci reçoit notamment les sections industrielles du lycée Leloup-Bouhier.
En 1978, une partition est faite en deux établissements distincts : le lycée professionnel d'un côté et le lycée général et technologique (devenu lycée polyvalent en 1972) de l'autre, tous deux baptisés « La Chauvinière ».
En 1994, la direction est de nouveau commune.

## L'enseignement
Source : Académie de Nantes.

### Second cycle
Baccalauréat général
- Bac. général : série économique et sociale (ES), spécialités : Mathématiques, Économie approfondie, Sciences sociales et politiques, Sciences Économiques et Sociales (SES)
- Bac. général : série littéraire (L), spécialités : Mathématiques, Anglais approfondi, Espagnol approfondi
- Bac. général : série scientifique sciences de la vie et de la terre (S SVT), spécialités : Mathématiques, Physique, Sciences de la Vie et de la Terre (SVT), Informatique et Sciences du Numérique (ISN)
- Bac. général : série scientifique sciences de l'ingénieur (S SI), spécialités : Mathématiques, Physique, Sciences de l'Ingénieur (SI), Informatique et Sciences du Numérique (ISN)

Baccalauréat technologique
- Bac. techno série sciences et technologies de l'industrie et du développement durable (STI2D), spécialités : Énergie Environnement (EE), Système Informatique et Numérique (SIN), Innovation Technologique et Éco-Conception (ITEC)
- Bac. techno série sciences et technologies de laboratoire (STL), spécialités : Sciences Physiques et Chimique en Laboratoire

Baccalauréat professionnel
- Bac. Pro. électrotechnique, énergétique, équipement communication.
- Bac. Pro. maintenance véhicule automobile : voitures particulières.
- Bac. Pro. techniques maintenance système énergétique climatique.
- Bac. Pro. techniques froid conditionnement air.

Brevet d'études professionnelles
- BEP carrosserie.
- BEP maintenance véhicules matériels.
- BEP métiers de l'électronique.
- BEP techniques froid conditionnement air.

Certificat d'aptitude professionnelle
- CAP fluid. en. env. option génie frigorifique.
- CAP peinture en carrosserie.
- CAP réparation des carrosseries.

### Après le baccalauréat
Brevet de technicien supérieur (BTS)
- BTS fluid. en. env. option génie frigorifique.
- BTS fluid. en. env. option m-ges. sys. fl. en.
- BTS maintenance industrielle.

### Langues
- Anglais, langue vivante 1 (LV1) et langue vivante 2 (LV2), langue vivante renforcée (LV renforcée pour la série littéraire).
- Allemand, langue vivante 1 (LV1) et langue vivante 2 (LV2).
- Espagnol, langue vivante 2 (LV2), langue vivante renforcée (LV renforcé pour la série littéraire).
- Italien, langue vivante 2 (LV2) et langue vivante 3 (LV3).

### Enseignements d'exploration (EDE) pour la classe de Seconde
L'élève de seconde doit choisir deux Enseignements D'Exploration (EDE) de 1h30 par EDE, un premier qui doit être un EDE économique (un des deux premiers de la liste ci-dessous) et un deuxième qui doit être choisi dans le reste de la liste suivante:
- Sciences économiques et sociales (SES)
- Principes fondamentaux de l'économie et de la gestion (PFEG)
- Art visuel
- Création innovation technologiques (CIT)
- Informatique et création numérique (ICN)
- Langue vivante 3 : Italien LV3
- Littérature et Société
- Méthode et pratique scientifique (MPS)
- Sciences de l'ingénieur (SI)
- Science et laboratoire

## Compléments